# Son of Morning
Son of Morning es una película estadounidense de comedia y drama de 2011, dirigida por Yaniv Raz, que a su vez la escribió, musicalizada por Jonathan Zalben, en la fotografía estuvo Jonathan Wenstrup y los protagonistas son Joseph Cross, Heather Graham y Edward Herrmann, entre otros. El filme fue realizado por Hothead Entertainment y se estrenó el 28 de febrero de 2011.

## Sinopsis
Phillip Katz es un joven redactor, un día le surge un estigma cuando está en la iglesia. Luego de esto, se transforma en el hombre más aclamado del mundo, lo toman como el nuevo “Mesías”. La responsable de esta situación es, en parte, la ambiciosa periodista Josephine Tuttle, quién le da mucha importancia a lo ocurrido.